# Чешка пиратска партия
 Чешката пиратска партия  (на чешки: Česká pirátská strana) е политическа партия, учредена на 17 юни 2009 г. в Прага.
Член е на Пиратския интернационал.
Вдъновена от Шведската пиратска партия, тя се концентрира върху въпросите на копирайта и интернет, като цяло, в частност ерозията на гражданските свободи.

## Цел и програма на партията
Декларираната цел на партията е: „Съдействие за уважаване основните свободи на човека по разпорежданията за получаване на информацията и строга защита частния живот на гражданите като отражение на изменените реалности на информационното общество през 21 век“.
На основание на тази цел е сформирана следната програма:
- Да се обезпечи защитата на основните граждански права и свободи по свет, в който съществува.
- Да се реформира актът за копирайт.
- Да се реформира публичната администрация
- Да се децентрализира държавата и да се съдейства за изграждане на пряка демокрация.

На 27 май 2009 г. в Министерството на вътрешните работи е подадена заявка за регистрацията на партията, а на 17 юни министърът на вътрешните работи регистрира партията с указ MV-39553-7/VS-2009.